# Tommy Clufetos

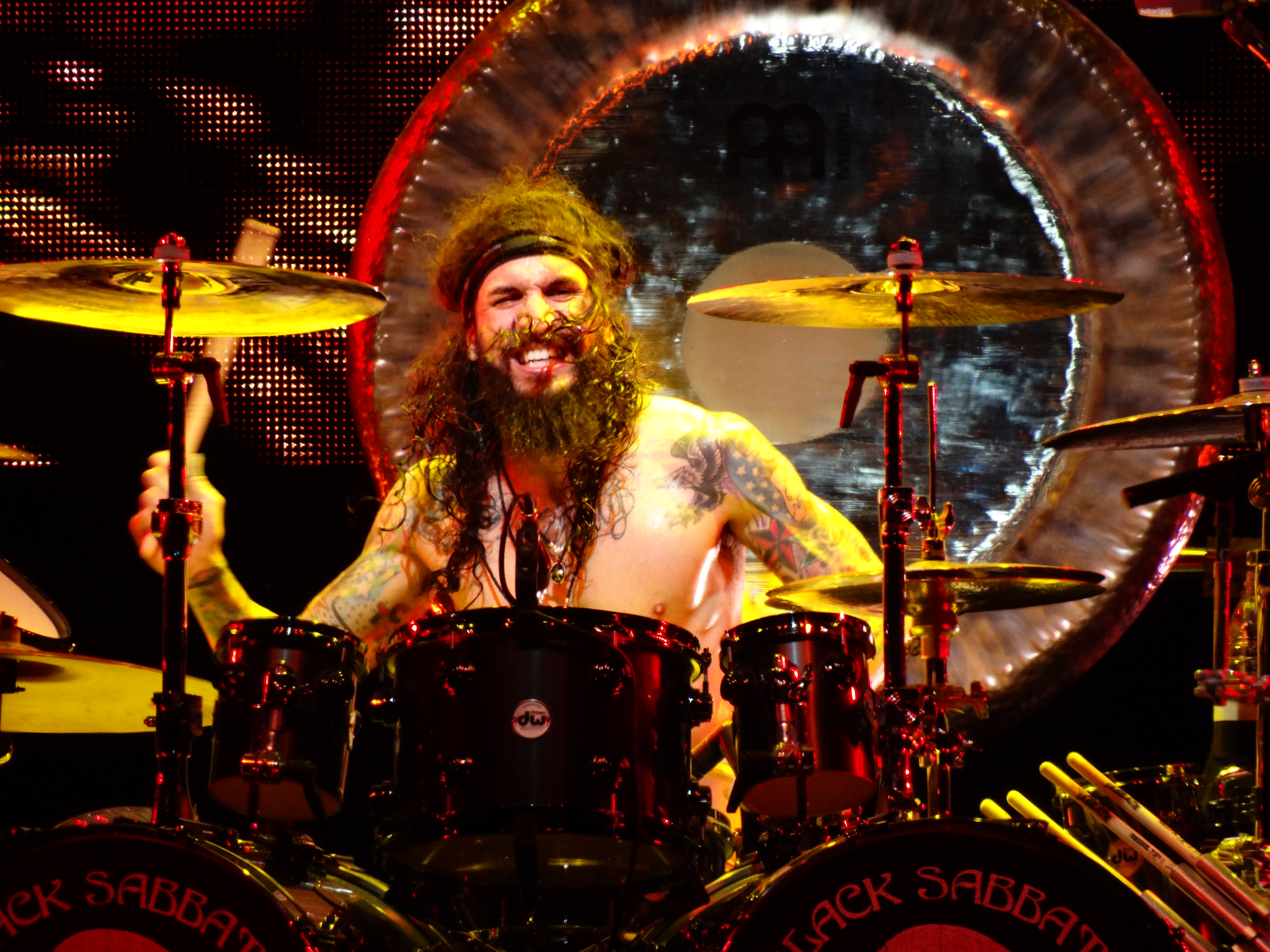
Clufetos mit Black Sabbath (2013)

Tommy Clufetos (* 30. Dezember 1979 in Detroit, Michigan) ist ein US-amerikanischer Schlagzeuger in den Genres Heavy Metal, Alternative Metal, Instrumental Rock und Hard Rock.
Er spielte bzw. spielt unter anderem mit Black Sabbath, Ozzy Osbourne, Rob Zombie, Alice Cooper und Ted Nugent.

## Biografie
Mit sieben Jahren bekam Clufetos seine ersten Trommelstöcke und schon mit elf Jahren trommelte er in der Band seines Vaters. Seit seinem vierzehnten Lebensjahr tourte er durch die USA, unter anderem bei Mitch Ryder. 2001 machte er seine erste Welttournee mit Ted Nugent, 2004 mit Alice Cooper. Rob Zombie machte 2010 eine kurze Tourpause und Clufetos war zuhause in Los Angeles, als das Management von Ozzy Osbourne anrief und ihn bat, auf einer Audition für einen neuen Gitarristen zu spielen, da der Schlagzeuger Osbournes Mike Bordin zu der Zeit nicht zur Verfügung stand. Kurz darauf wurde er abermals gebeten auf einem Konzert in Anaheim zu spielen, dies war laut Clufetos, „wohl der endgültige Schritt für Ozzy, mich in seine Band zu holen. Ich hatte Glück und war zur rechten Zeit am richtigen Platz.“ 2012 spielte Clufetos mit Black Sabbath als Ersatz für Bill Ward in der O2 Academy Birmingham, auf dem Download-Festival und beim Lollapalooza sowie 2013/2014 auf der 81 Konzerte umfassenden Welttournee zum Reunion-Album 13 (an dessen Studioaufnahmen er aber nicht beteiligt war). Momentan lebt Clufetos in Los Angeles.

## Equipment und Spieltechnik
Clufetos spielt Matched Grip. Er ist „Endorser“ (Befürworter) für Aquarian Felle und Regal Tip Sticks.
Trommeln:
Aktuell ist Clufetos Endorser für Drum Workshop
- 24" Bass Drum (x2)
- 14" Snare Drum
- 13" Tomtom
- 16" Floortom
- 18" Floortom

Becken:
Aktuell ist Clufetos Endorser für Meinl Becken und Perkussion
- 20" Mb20 Rock Chinas (x2)
- 19" Mb20 Heavy Crashes (x4)
- 15" Mb20 Heavy Soundwave Hihats
- 22" Mb20 Heavy Bell Rides

## Diskografie
Mit Alice Cooper
- 2005: Dirty Diamonds

Mit Ted Nugent
- 2002: Craveman
- 2008: Love Grenade

Mit Lesley Roy
- 2008: Unbeautiful

Mit Rob Zombie
- 2006: Educated Horses
- 2007: Zombie Live
- 2010: Hellbilly Deluxe 2

Mit John 5
- 2007: The Devil Knows My Name
- 2008: Requiem
- 2009: Remixploitation
- 2010: The Art of Malice

Mit Ozzy Osbourne
- 2010: Scream

## Videos
- 1999: Rock n' Roll Greats - In Concert – Mitch Ryder & the Detroit Wheels
- 2001: Full Bluntal Nugity – Ted Nugent
- 2006: Ozzfest: 10th Anniversary – Rob Zombie
- 2008: IMV Behind the Player (instructional DVD) – Clufetos hat einen Auftritt auf John 5s guitar instructional DVD für IMV.
- 2010: IMV Behind the Player (instructional DVD) – Clufetos hat einen Auftritt auf Ace Frehleys Instructional DVD auf dem Lied Shock Me.